# C.J. Williams (cestista)
Wendell Kerry Williams jr., detto C.J. (Fayetteville, 6 febbraio 1990), è un cestista statunitense.

## Carriera
Con gli Stati Uniti ha disputato i Campionati americani del 2017.

## Palmarès
- Jason Collier Sportsmanship Award (2018)